# Lâu đài Cetin

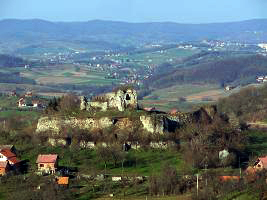
Cetin

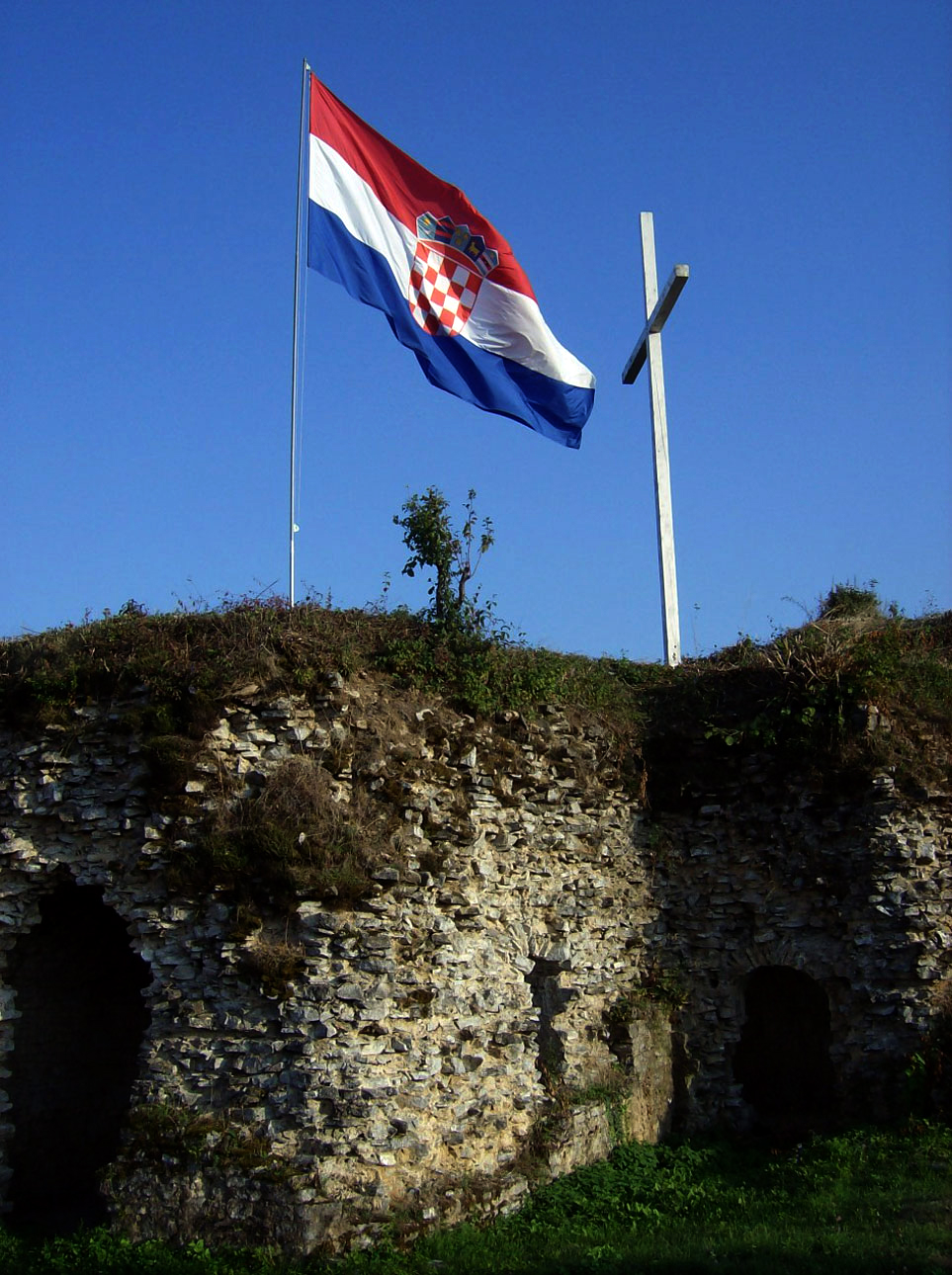
Pháo đài Cetin

Pháo đài Cetin nằm cách Cetingrad 5 km (3 mi) về phía nam so với làng Podcetin, Croatia. Ngày mà Cetin được thành lập là không rõ. Có một số dấu hiệu cho thấy một khu định cư tồn tại ở đó trong thời của Đế chế La Mã. Giáo xứ All Saints, nơi đặt pháo đài, lần đầu tiên được đề cập vào năm 1334. Năm 1387, vua Sigismund, Hoàng đế La Mã thần thánh đã tặng Cetin cho Ivan Krčki. Qua đó, nó trở thành tài sản của gia đình Frankopan.
Thời Trung cổ là kỷ nguyên vàng của Cetin. Có một tu viện Phan Sinh và một số nhà thờ gần pháo đài. Vào thế kỷ 15, nhánh Cetinski của dòng họ Frankopan được thành lập. Nó chỉ kéo dài một trăm năm. Ivan Frankopan Cetinski đã chết trong trận Krbava. Anh trai của ông, Grgur và con trai Franjo Frankopan đã trở thành tổng giám mục của Kalocsa. Franjo Frankopan là thành viên cuối cùng của gia đình Frankopan Cetinski. Sau ông, pháo đài trở thành tài sản của dòng họ Frankopan Slunjski.